# Erioptera bivittata
Erioptera bivittata är en tvåvingeart som först beskrevs av Friedrich Hermann Loew 1873.  Erioptera bivittata ingår i släktet Erioptera och familjen småharkrankar. Arten är reproducerande i Sverige. Inga underarter finns listade i Catalogue of Life.